# امپراتوری ویتنام
امپراتوری ویتنام (انگلیسی: Empire of Vietnam) یک دولت دست‌نشانده توسط امپراتوری ژاپن حاکم بر مناطق تحت استعمار سابق، هندوچین فرانسه آنام و تونکین بین ۱۱ مارس و ۲۳ اوت ۱۹۴۵ بود.